# David Smith (botânico)
David Cecil Smith FRS FRSE FLS (Gales do Sul, 21 de maio de 1930 – 4 de julho de 2018) foi o diretor da Universidade de Edimburgo de 1987 a 1994, presidente do Wolfson College, Oxford, e membro honorário do Wadham College, em Oxford.

## Biografia
Nascido em Port Talbot, Gales do Sul, estudou botânica no Queen's College, em Oxford, e tornou-se professor na Universidade de Oxford.
Ele ocupou a cadeira de Botânica na Universidade de Bristol e retornou a Oxford como professor de economia rural em Sibthorp.
Depois de um período como diretor da Universidade de Edimburgo, voltou a Oxford como presidente do Wolfson College, que deixou em setembro de 2000. Tornou-se um membro honorário do Wadham College em 2002, tendo sido bolsista da Royal Society Research College de 1964 a 1971 e membro do Tutorial de 1971 a 1974.
Smith também recebeu um doutorado honorário da Universidade Heriot-Watt em 1993.
Ele foi premiado com a Medalha de Ouro por Botânica da Sociedade Lineana e serviu como seu Presidente (2000-2003). Ele foi um distinto defensor do Humanists UK.
Foi membro do Conselho Consultivo da Campanha de Ciência e Engenharia.